# Yao Silian
Yao Silian (nome di cortesia Jianzhi (簡之), formalmente Barone Kang di Fengcheng (豐成康男), (... – 637) è stato un politico e storico cinese attivo nelle corti degli imperatori delle dinastie Sui e Tang e autore principale del Libro dei Liang e del Libro dei Chen, contenente la storia ufficiale delle dinastie Liang e Chen, che suo padre Yao Cha (姚察), un dignitario Chen, aveva iniziato ma non riuscì a terminare.

## Antefatto
Suo padre Yao Cha era ministro degli affari civili durante la dinastia Chen, e dopo la caduta dei Chen per mano della rivale dinastia Sui, nel 589, trasferì la sua famiglia da Wuxing (吳興, nel moderno Huzhou, Zhejiang ) alla capitale Sux Daxing (Chang'an), e successivamente divenne consigliere del principe  Yang Yong, figlio dell'imperatore Sui Wendi, e segretario generale della biblioteca del palazzo, con il titolo di duca di Beijiang. Durante la vita, Yao Cha aveva iniziato a scrivere le storie dei Chen e della precedente dinastia Liang, ma non fu in grado di completare l'opera essendo morto prima di averla terminata.

## Biografia
Non è noto né il luogo né la data in cui Silian nacque, ma solo quello che accadde durante la dinastia Chen. In gioventù Yao Silian studiò il Libro degli Han con suo padre. Si diceva che avesse pochi desideri oltre a quello di studiare. Prima della caduta dei Chen, fu segretario di Chen Zhuang (陳莊) principe di Kuaiji, figlio dell'ultimo imperatore Chen, Chen Shubao.
Dopo la caduta della dinastia Chen, Silian fu consigliere militare del figlio dell'imperatore Yang Liang, principe di Han. Ad un certo punto, a causa della morte di suo padre, si dimise per osservare un periodo di lutto. Da allora in poi fu segretario nel governo di Hejian (河 間, corrispondente agli attuali Baoding e Hebei). Chiese poi il permesso, al figlio dell'imperatore Wen e al suo successore  Imperatore Yang, di continuare a scrivere le storie dei Liang e Chen che suo padre aveva iniziato, e l'imperatore accettò la sua richiesta. Questi ordinò inoltre, a lui e ad un altro funzionario, Cui Zujun (崔祖濬), di guidare una squadra di studiosi nella stesura di mappe e storie regionali. In seguito fu precettore del nipote dell'imperatore Yang, Yang You, principe di Dai.

Nel 617 lo stato di Sui fu travagliato da ribellioni di contadini e l'imperatore Yang si recò a Jiangdu (江都, nei moderni Yangzhou e Jiangsu), lasciando Yang You nominalmente a capo di Chang'an, quando il generale  Li Yuan, duca di Tang, iniziò una ribellione e attaccò Chang'an, sostenendo che il suo intento era quello di porre sul trono Yang You. Quando Chang'an cadde, nell'inverno 617, fu detto che i consiglieri di Yang You fuggirono, tranne Yao Silian, che rimase con lui, e mentre i soldati di Li Yuan entravano nella casa di Yang You, gridò: "Il duca di Tang iniziò la sua rivolta per assicurare il clan imperiale. Non potete essere scortesi con il principe." e i soldati si ritirarono. Li Yuan rimase colpito dalla dedica di Yao a Yang You, e mentre ancora teneva Yang You prigioniero dei suoi stessi subordinati, permise a Yao di accompagnare Yang You al padiglione Shunyang (順陽閣) prima di partire. Le persone che assistettero all'evento commentarono: "Si dice che anche le persone gentili siano coraggiose: quest'uomo ne è un esempio". Li Yuan dichiarò presto imperatore Yang You (come Imperatore Gong), ma dopo aver ricevuto notizie, nel 618, che l'Imperatore Yang era stato ucciso in un colpo di Stato a Jiangdu, guidato dal generale Yuwen Huaji, fece sì che Yang You gli cedesse il trono, dando così inizio alla dinastia Tang.
Dopo la fondazione della dinastia Tang, Yao Silian fu uno studioso nella villa del figlio dell'imperatore Gao Zu e comandante supremo  Li Shimin principe di Qin. Più tardi, quando Li Shimin era impegnato in una campagna contro un rivale agrario ribelle, Xu Yuanlang principe di Lu, Li Shimin discusse degli eventi accaduti durante la dinastia Sui, e commentò: "Yao Silian ha osato resistere alle spade per mostrare la sua fedeltà, e questo era difficile anche nei tempi antichi." A quel tempo, Yao non era con lui, ma a Luoyang. Li Shimin inviò un messaggero a Luoyang per insignire Yao con la seta, affermando: "Mi sono appena ricordato della tua fedeltà e rettitudine e ora ti premio per questo tuo comportamento".
Nel 626, Li Shimin, entrò in forte rivalità con suo fratello il principe ereditario Li Jiancheng. Gli tese un'imboscata e lo uccise assieme ad un altro fratello che sosteneva Li Jiancheng, Li Yuanji principe di Qi, a Xuanwu. Quindi costrinse l'imperatore Gao Zu a nominarlo principe ereditario e poi a consegnargli il trono (come imperatore Tai Zong (imperatore Tang)|Tai Zong). Yao divenne uno studioso imperiale presso l'istituto Hongwen Pavilion (弘文 館). L'imperatore Tai Zong gli fece continuare la compilazione delle storie di Liang e Chen, sotto la supervisione del cancelliere della dinastia Tang, Wei Zheng. Yao, prendendo in considerazione anche i commenti che erano stati scritti da Xie Gui (謝 炅) e Gu Yewang (顧 野王), completò il lavoro nel 636, e l'imperatore Tai Zong lo promosse "Tongzhi Sanqi Changshi" '(通直散騎常侍),  consulente anziano presso l'ufficio esami del governo (門下省, Menxia Sheng). Si diceva che Yao era fedele e dava onesti consigli ogni volta che era necessario. Nel 632, per esempio, quando l'imperatore Tai Zong stava per visitare il palazzo d'estate di Jiucheng (九成宮, nel moderno Baoji, Shaanxi), Yao prese posizione contro la visita, affermando che la visita ai palazzi secondari erano qualcosa da lasciare ai principi Qin Shi Huang e  Wu di Han e non ai grandi governanti, come facevano i leggendari imperatori Yao, Shun, Yu il Grande e Shang Tang. L'imperatore Tai Zong, mentre diceva che stava andando al palazzo di Jiucheng per evitare un attacco di asma, premiò comunque Yao. Nel 635 creò Yao barone di Fengcheng che poi morì nel 637 e fu sepolto con onore, vicino alla tomba della moglie dell'imperatore Tai Zong, Imperatrice Zhangsun, là dove l'imperatore stesso sarebbe stato sepolto. Suo nipote Yao Shu fu cancelliere durante il regno della nuora dell'imperatore Tai Zong, Wu Zetian.